# Мушема
Мушема, такође позната као емајлирано платно или америчко платно, је памучно платно или ланено платно са слојем куваног ланеног уља да би било водоотпорно. Данас се мушеме производе и од памучног платна превученог слојем PVC (поливинил хлорида) или само од PVC или силикона. 

## Производња некад
Кувано ланено уље припремано је дугим кувањем уља од семена лана са металним солима, пре свега олово оксидом. Савремено уље је мање токсично, али је и мање погодно за прављење мушеме.  Мушема која се користи за заштиту од атмосферских падавина може користити смешу оловних и манганових соли, сијена и умбер пигменте, дајући већу отпорност према влажности. 
Тканина је најпре била натезана на дрвене оквире и премазивана животињским желатином. Затим је наношено уље, потребни су танки премази и дуго време стврдњавања. 
Платно је воскирано или прашено плавцем да би се смањило лепљење када се савија и преклапа. 
Шавови у традиционалној мушеми могу се премазати након шивења да би се смањило продирање течности. Мушема је углавном била незадовољавајућа за одећу, па су тако капути ове епохе садржавали један или више кратких огртача преко рамена. Ови огртачи направљени су у једном комаду и прекривали су неизбежне рамене шавове на главном оделу.  
У 19. веку, развили су се воштани памук и Мекинтош кишни мантили и почели постепено да замењују мушему, посебно за одећу. 

## Примене
Историјски гледано, пре 19. века, мушема је била један од веома мало флексибилних, водоотпорних материјала који су били широко доступни. Кожа је била скупа - веома скупа у великим комадима - и захтевала је редовно одржавање ако се често навлажи. Мушема је коришћена као спољни водоотпорни слој за пртљаг, дрвене сандуке  и флексибилне торбе, за колица и одећу отпорну на временске утицаје.
Најпознатија савремена употреба је за кухињске столњаке. Обојене мушеме користиле су се за вреће за спавање, заштитне капе и шаторе. До касних педесетих година прошлог века, мушема је постала синоним за винил (поливинилхлорид) везан или за фланелску тканину или за штампани винил са синтетичком не-тканом подлогом. 

## Мушема данас
Данашње мушеме се производе од памучне подлоге пресвучене слојем поливинил хлорида (PVC), који даје водоотпоран премаз. Основна употреба је у домаћинству: за столове, радне површине, сликарске површине, баштенске гарнитуре, покривање пластеника, и сл. јер штите намештај од течности и огреботина, лако се одржавају и перу, јефтине су и декоративне, различитих дезена, а и дуго трају. 
Поред тога, постоје и тзв. PVC мушеме, без памучног слоја, имају исту функцију, а садрже само PVC.
У новије време појавиле су се и силиконске мушеме, које могу бити сасвим провидне, па личе на стакло, али су неке и модерно и разнолико дизајниране.
Мушеме са памучном подлогом користе се и за бебе, као подлога у кревету. Највећи број мушема данас се производи у Мексику.

## Занимљивости
Мечеви плеј-оф рунде квалификација за Лигу шампиона (фудбал) имају идентичну сценографију дуела у групној фази, па је уз остала правила и химну, ту неизбежна и мушема Лиге шампиона, украшена звездицама.